# بوليكليتوس

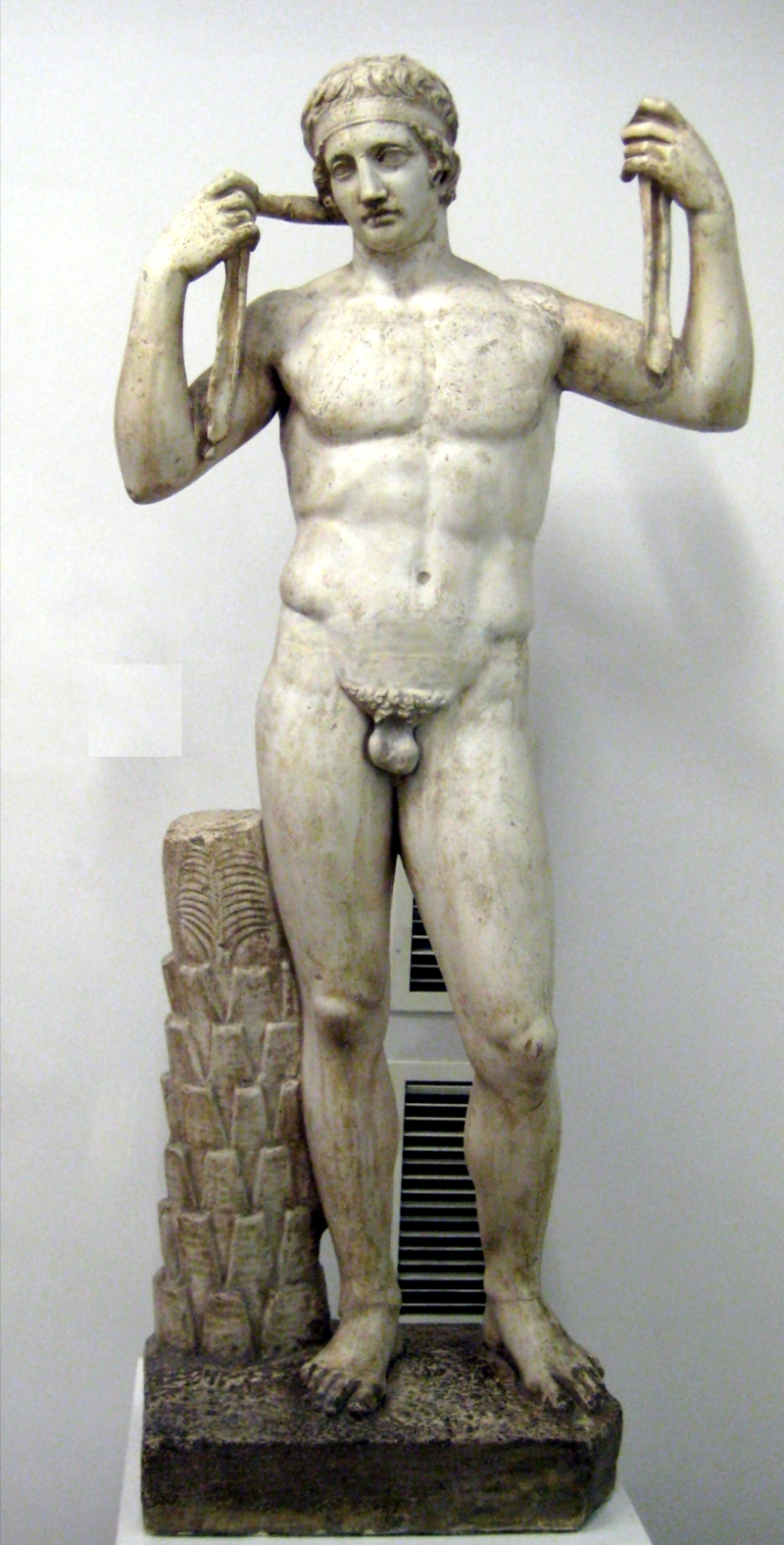
تمثال ديادومينوس (حامل الديادم) الفارنيزي

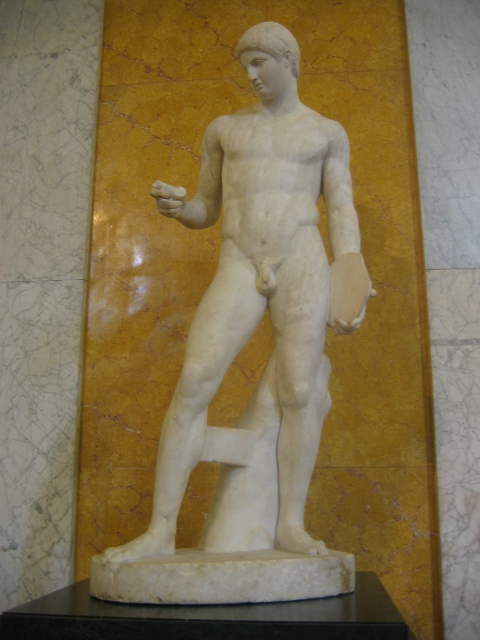
نسخة رومانية عن تمثال ديسكوفوروس (حامل القرص) موجودة في المتحف البريطاني

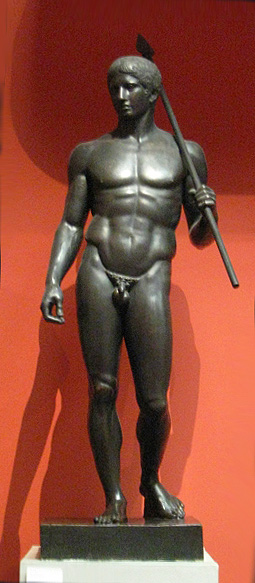
تمثال دوريفوروس (حامل الرمح) والمعروف أيضا باسم المعيار، نسخة من البرونز المصبوب والتمثال ارخامي موجود في متحف نابولي

بُولِيكِلَيْتُوس نحات يوناني من مدرسة أرغوس عاش في القرنين 5 ق.م. و 4 ق.م. تتسم أعماله بالتوازن والدقة المتناهية، وأعظم أعماله هي: ديادومينوس (حامل الديادم، وهو نوع من التيجان) ودوريفوروس (حامل الرمح) وديسكوفوروس (حامل القرص) والثاني يعرف باسم المقياس لأنه يمثل التشكيل الصحيح لجسم الرجل المثالي.
من أعماله المهمة أيضا تمثال هيرا العملاق الذي صنعه من العاج والذهب وكان معاصرا لفيدياس واعتبر النحاتان أحيانا مساويا لبعضهما وعمل هيرا كان متساويا في الجمال نع عمل زيوس لفيدياس.
ابنه بوليكليتوس الأصغر كان نحاتا أيضا وله منحوتات للرياضة لكنه اكتسب شهرة أكبر كمهندس حيث صمم مسرح إبيداورروس الكبير.

## معرض صور

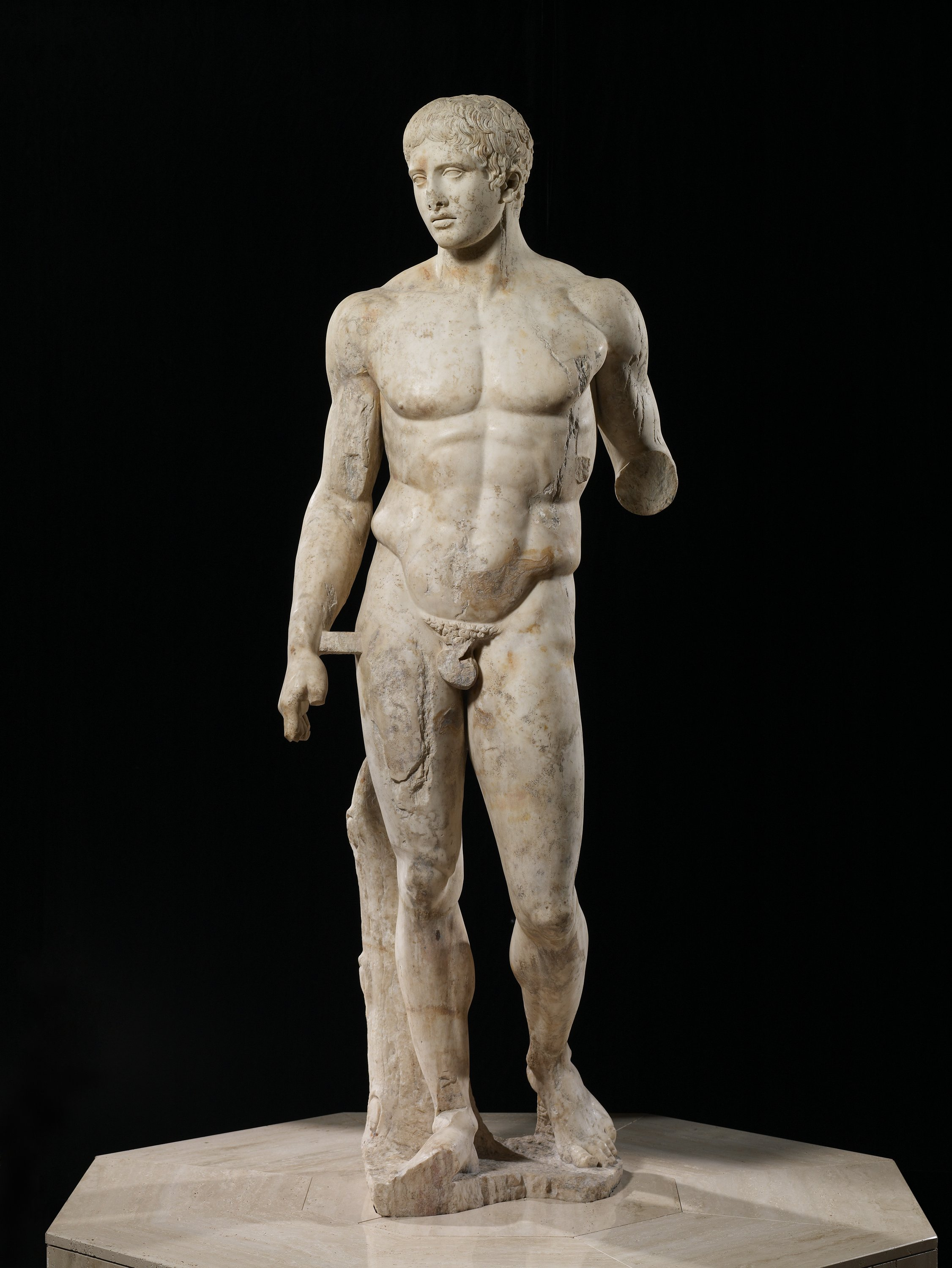
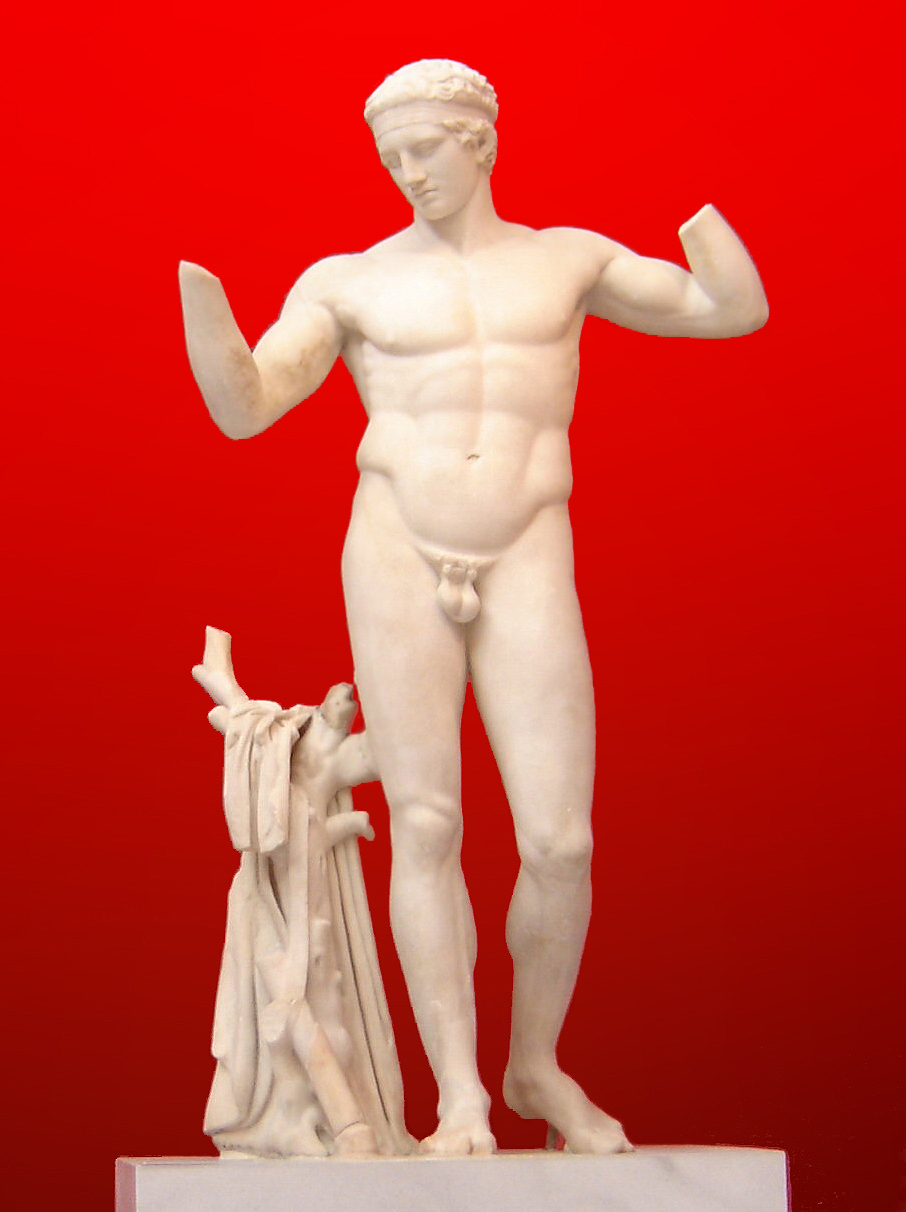
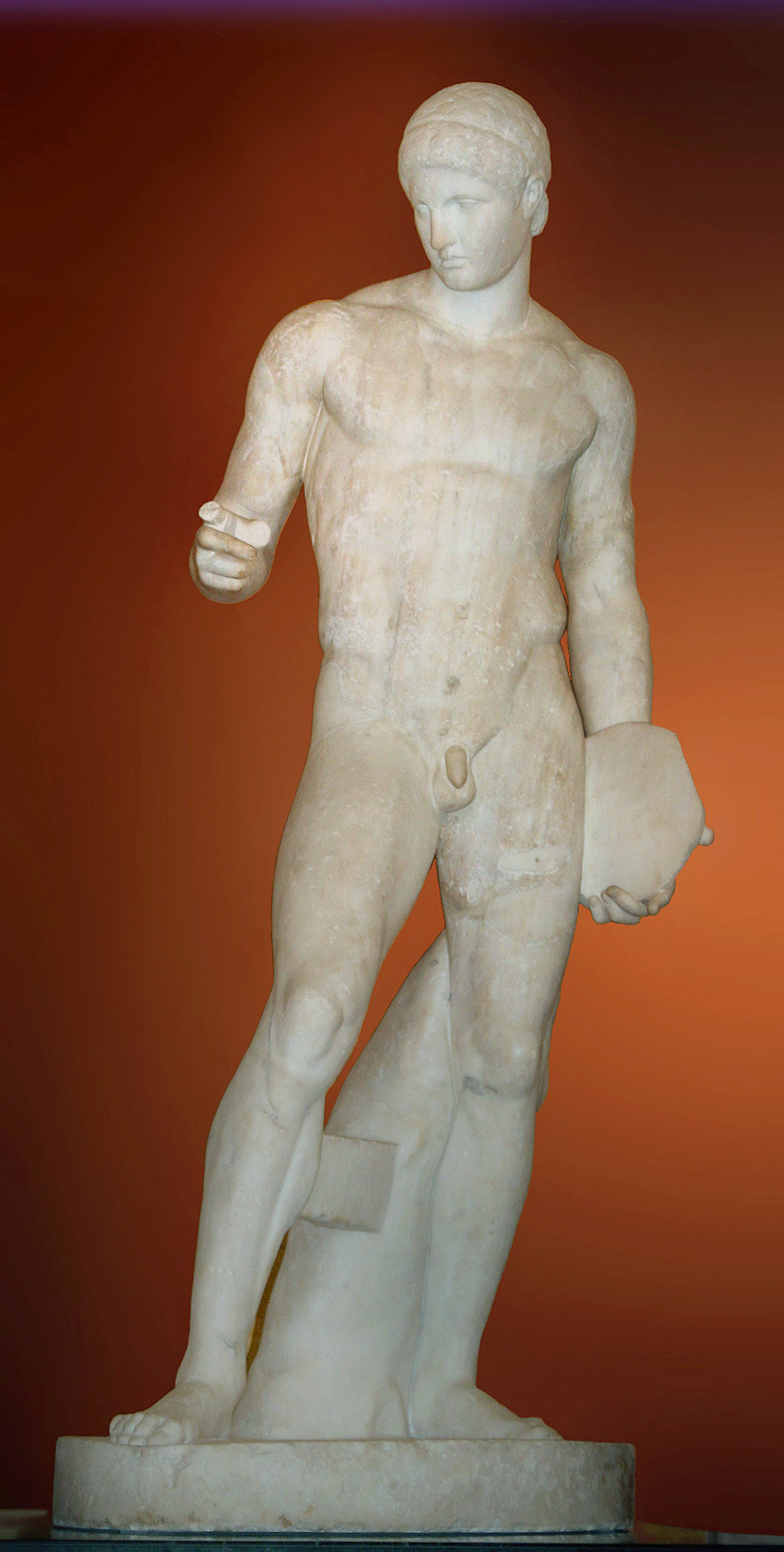